# Basingstoke and Deane
Basingstoke and Deane è un borgo dell'Hampshire, Inghilterra, Regno Unito, con sede a Basingstoke.
Il distretto fu creato con il Local Government Act 1972, il 1º aprile 1974 dalla fusione del borough di Basingstoke col distretto rurale di Basingstoke e col distretto rurale di Kingsclere and Whitchurch.

## Parrocchie civili
Le parrocchie, che non coprono l'area del capoluogo, sono:
- Ashford Hill with Headley
- Ashmansworth
- Baughurst
- Bradley
- Bramley
- Burghclere
- Candovers
- Chineham
- Cliddesden
- Dummer
- East Woodhay
- Ecchinswell, Sydmonton and Bishops Green
- Ellisfield
- Farleigh Wallop
- Hannington
- Hartley Wespall
- Herriard
- Highclere
- Hurstbourne Priors
- Kingsclere
- Laverstoke
- Litchfield and Woodcott
- Mapledurwell and Up Nately
- Monk Sherborne
- Mortimer West End
- Newnham
- Newtown
- North Waltham
- Nutley
- Oakley
- Old Basing and Lychpit
- Overton
- Pamber
- Popham
- Preston Candover
- Rooksdown
- Sherborne St John
- Sherfield on Loddon
- Silchester
- St Mary Bourne
- Steventon
- Stratfield Saye
- Stratfield Turgis
- Tadley
- Tunworth
- Upton Grey
- Weston Corbett
- Weston Patrick
- Whitchurch
- Winslade
- Wootton St. Lawrence

## Amministrazione

### Gemellaggi
- Braine-l'Alleud
- Alençon
- Euskirchen